# Vedruka
Vedruka – wieś w Estonii, w prowincji Sarema, w gminie Kihelkonna.